# Kuno Hottenrott
Kuno Hottenrott (* 11. Januar 1959) ist ein deutscher Sportwissenschaftler und Universitätsprofessor für Trainingswissenschaft. Er war von 1988 bis 1993 Nationaltrainer der Jugend und Junioren der Deutschen Triathlon Union.

## Leben
Von 1982 bis 1987 hat Hottenrott Mathematik und Sportwissenschaft für das Lehramt an Gymnasien an der Universität Kassel studiert. Nach seiner Promotion zu einem trainingswissenschaftlichen Thema war er bis 2002 Wissenschaftlicher Mitarbeiter und Hochschulassistent im sportmedizinischen Bereich des Instituts für Sportwissenschaft und Motologie sowie Hochschuldozent im Fachgebiet Sportmedizinische Bewegungswissenschaft an der Philipps-Universität Marburg. Von 1987 bis 1993 war er Nachwuchstrainer der Deutschen Triathlon Union.
2003–2025 war er Universitätsprofessor an der Martin-Luther-Universität Halle-Wittenberg und leitet den Arbeitsbereich „Trainingswissenschaft und Sportmedizin“ im Institut für Sportwissenschaften. 2005 gründete er das „Institut für Leistungsdiagnostik und Gesundheitsförderung e. V.“ (ILUG). Hottenrott ist Direktor des ILUG sowie Leiter des Master-Studiengang „Sport und Ernährung“ (erster Studiengang in Deutschland, der Sport und Ernährung kombiniert).
Von 2009 bis 2013 war Hottenrott Vizepräsident und von 2013 bis 2017 Präsident der Deutschen Vereinigung für Sportwissenschaft.
Er ist selbst aktiver Ausdauersportler mit einer Marathonbestzeit von 2 Stunden und 36 Minuten. Kuno Hottenrott ist Vater von Laura Hottenrott, einer deutschen Langstreckenläuferin, und Fabian Hottenrott.

## Forschungsgebiete
Hottenrotts Forschungen haben einen Schwerpunkt im Bereich des Ausdauersports, in dem er zahlreiche Sportfachbücher und Monographien veröffentlicht hat. Insbesondere auf dem Gebiet der Herzfrequenzvariabilität hat er grundlegende Arbeiten verfasst.
Seine Forschungsgebiete im Einzelnen sind:
- Methoden und Anwendungen der Herzfrequenzvariabilität in Sport und Medizin
- Belastung, Beanspruchung und Adaptation in Sport und Rehabilitation
- Biomechanik, Muskelaktivität und Bewegungsstruktur
- Sensomotorik und sensomotorisches Training in Prävention und Rehabilitation
- Leistungsdiagnostik, Trainings- und Belastungssteuerung
- Nachwuchstraining und langfristiger Leistungsaufbau
- Energiestoffwechsel, Ernährung und Substitution im Sport
- Adaptation unter Normoxie und Hypoxie
- Hirnaktivität (EEG) und Ermüdung im Sport

## Pulsformel nach Hottenrott
Hottenrott entwickelte 2008 eine Formel zur Berechnung der idealen Pulsfrequenz bei Ausdauersport auf Grundlage einer Untersuchung mit Marathonläufern. Die Hottenrott-Formel berücksichtigt die Unterschiede in der Belastungsherzfrequenz zwischen Frauen und Männern.

## Veröffentlichungen (Auswahl)
- Kuno Hottenrott, Laura Hottenrott, Till Meyer, Judith Huesmann, Janine Niebuhr, Kathrin Hoffmann, Marina Post: Das LIF-Konzept: Laufen und Intervallfasten für Figur und Fitness – Wenn Wissenschaft in der Praxis überzeugt Selbstverlag, Dezember 2016, ISBN 978-3-00-055151-2.